# Marcel Reich-Ranicki
Marcel Reich-Ranicki, původně Marcel Reich, (2. června 1920, Włocławek, Polsko – 18. září 2013, Frankfurt nad Mohanem, Německo) byl německý publicista a literární kritik. Bývá považován za nejvýznamnějšího německého literárního kritika své doby. Německá média jej označovala za papeže literatury.

## Život
Pocházel z německo-polské židovské rodiny. Podílel se např. spolu s Hellmuthem Karaskem a Sigrid Löffler na tvorbě literárního diskuzního pořadu Das Literarische Quartett německé televizní stanice ZDF. Dle informace deníku Welt.de z roku 2013 zápolil s rakovinou prostaty.

## České překlady
- Můj život (Mein Leben, 1999, česky 2003 v překladu Marty Myškové, ISBN 80-86151-79-4)

## Fotogalerie

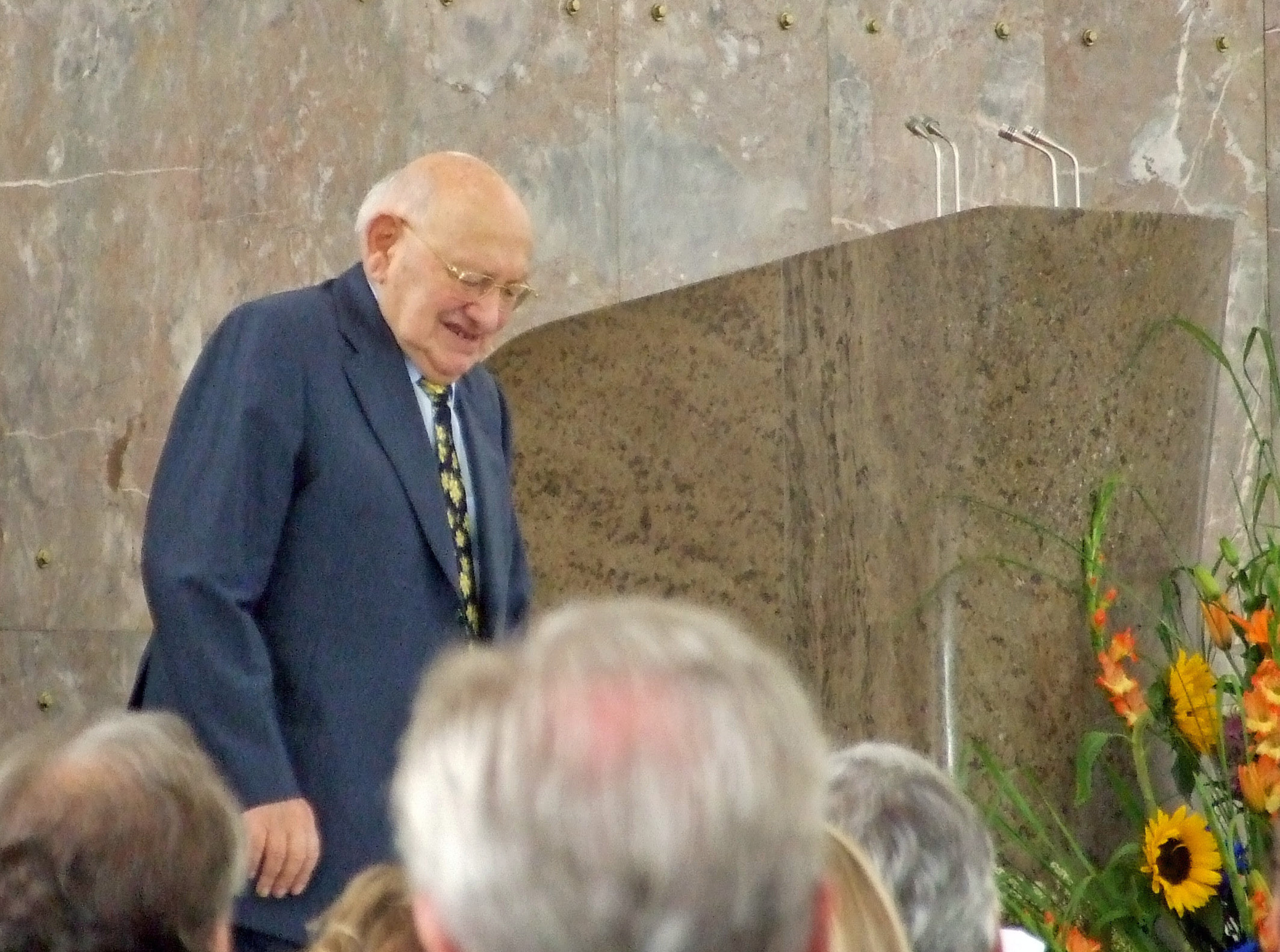
Marcel Reich-Ranicki
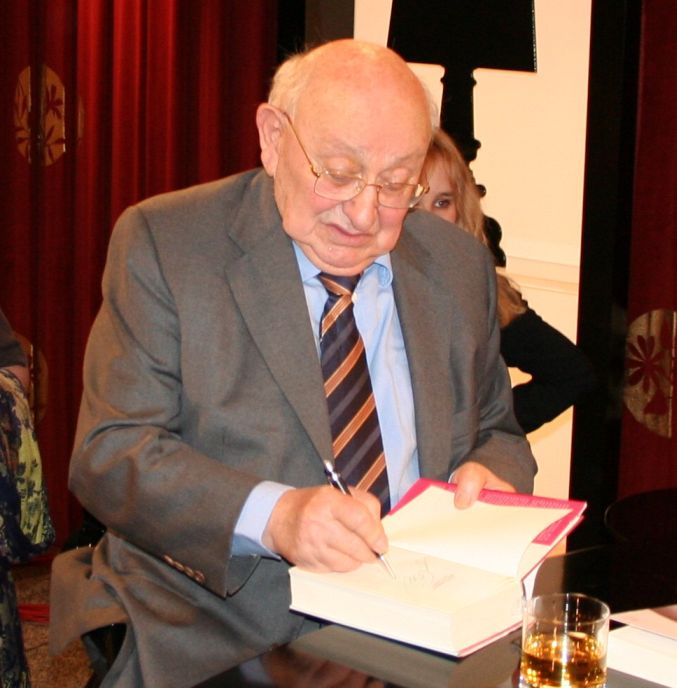
Marcel Reich-Ranicki
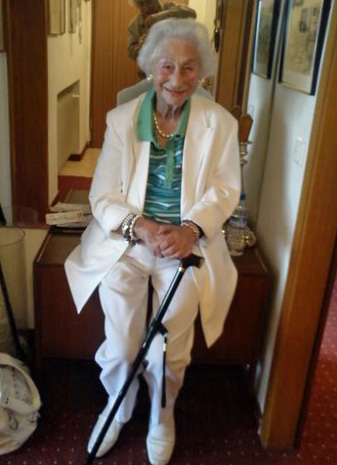
Manželka Teofila Reich-Ranicki (1920–2011)
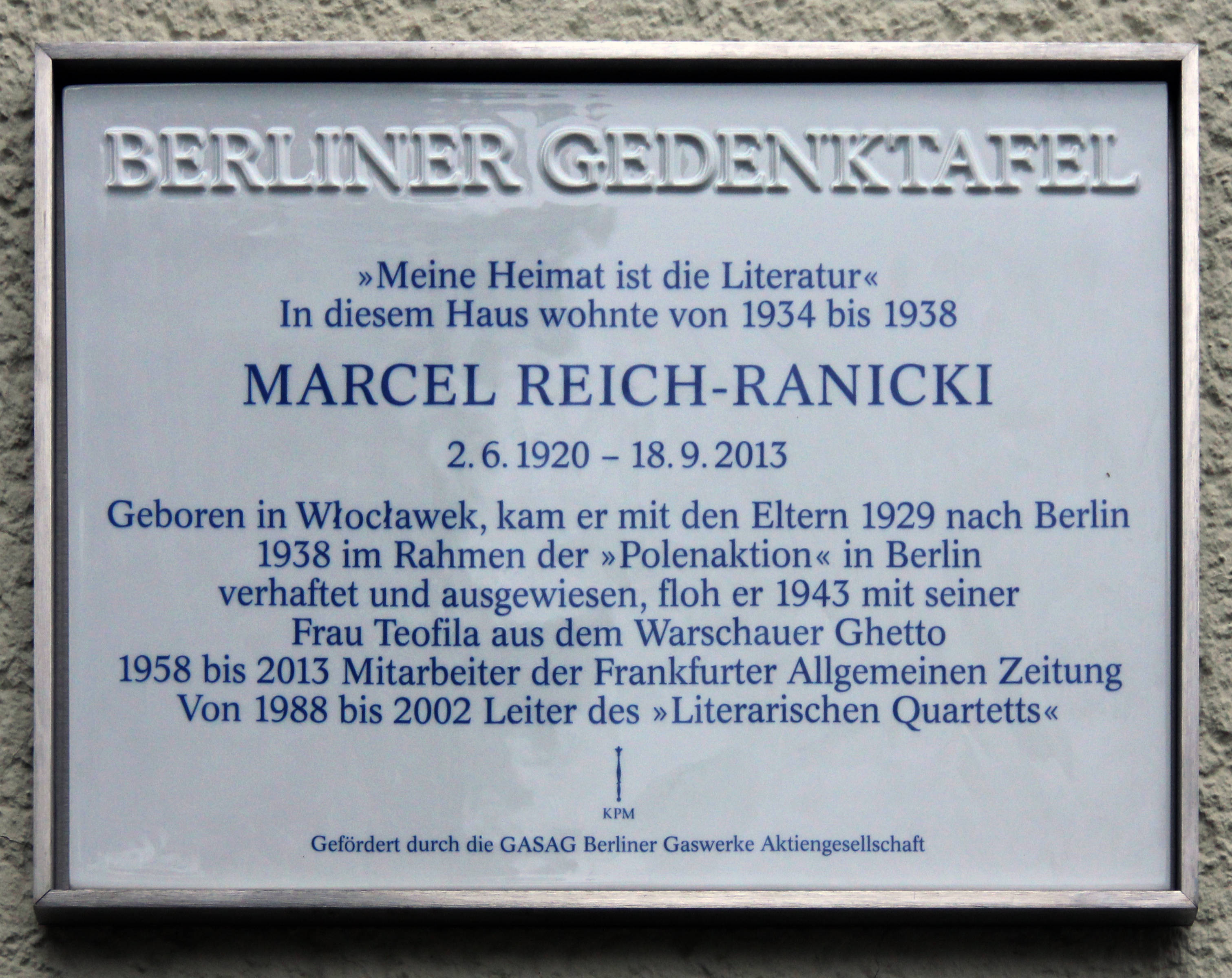
Pamětní deska v Berlíně (Güntzelstraße 53, Berlin-Wilmersdorf)